# Дуриан остроконечный
Дуриа́н остроконе́чный  (лат. Durio acutifolius) — вид тропических деревьев из рода дуриан семейства мальвовые. Название Acutifolius в переводе с латинского означает «острые листья». 
Дуриан остроконечный произрастает только на Калимантане. Встречается в основном в нетронутых диптерокарпусовых лесах до высоты 900 метров над уровнем моря. Высота деревьев до 29 метров.